# 7.ª División de Montaña SS Prinz Eugen
La 7ª División de Montaña SS Prinz Eugen (en alemán 7. SS-Freiwilligen-Gebirgs-Division "Prinz Eugen") fue una unidad de las Waffen SS, de tipo División, que combatió en las filas alemanas durante la Segunda Guerra Mundial, desde su creación en marzo de 1942 hasta la rendición de los restos de la unidad al Ejército Rojo al final de la guerra, en abril de 1945. Estaba formada inicialmente por voluntarios de origen étnico alemán (Volksdeutsche) procedentes de los Balcanes, especialmente de Serbia y Croacia y en menor medida de Rumanía. Fue nombrada en honor al Príncipe Eugenio de Saboya.
Durante su participación en las operaciones contra la insurgencia en el Estado Independiente de Croacia se ganó fama de asesinar indiscriminadamente a civiles. Su primer comandante, un exoficial rumano, Artur Phleps, consideraba que la mejor medida contra los partisanos era arrasar simplemente la población más cercana a los ataques partisanos. Su segundo comandante consideraba que las ejecuciones de civiles eran la única respuesta posible ante el mínimo acto de resistencia. Era habitual que la unidad informase de los civiles asesinados como "bajas enemigas".

## Historial militar

### Comienzo de las operaciones
La unidad se constituyó en el mes de marzo del año 1942, siendo formada por voluntarios de sangre alemana procedentes especialmente de Serbia y Croacia. Desde el primer momento, la unidad fue destinada a las operaciones contra los partisanos en los Balcanes, y es en este tipo de operaciones, en octubre de 1942, cuando la División recibió su bautismo de fuego mientras patrullaba en las montañas en la zona fronteriza entre Serbia y Montenegro. Poco después de esta acción, la División fue enviada al área de Zagreb-Karlovac, tomando parte en la Operación Blanco junto a otras unidades alemanas, siendo el objetivo de la operación la destrucción de las tropas partisanas de Josip Broz, más conocido como Tito. En los meses siguientes, la unidad quedó agregada al Grupo de Ejércitos E, y en mayo de 1942 tomó parte en una nueva operación contra los partisanos, la denominada Operación Negro, siendo trasladada al norte de Sarajevo y seguidamente a la zona de Mostar. Sus atrocidades contra la población civil musulmana alarmaron al propio Heinrich Himmler, que entonces sopesaba la posibilidad de formar una división de bosníacos, que exigió al general Phleps que restableciese la disciplina en la unidad. Sus instrucciones fueron desoídas.

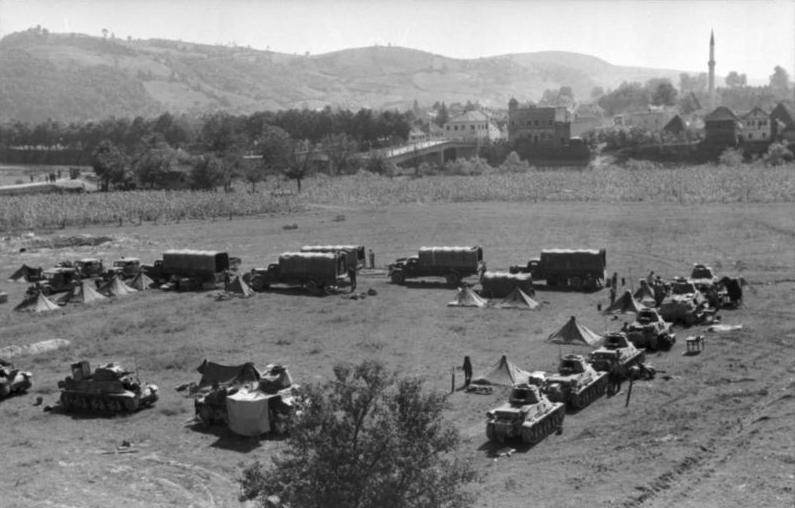
Unidades blindadas del 7.º Batallón Panzer agregado a la "Prinz Eugen", en una base de la Yugoslavia ocupada.

### Rendición italiana
Sucesivamente fue enviada luego a Dalmacia para desarmar a los soldados italianos tras la firma del armisticio de Cassibile el día 8 de septiembre, ocupando como consecuencia Split, las ciudades de Brazza, Hvargrad, la isla de Korčula y la península de Pelješac. Durante el desarme de las tropas italianas, al no rendirse con la rapidez que las SS consideraban necesaria la División de Infantería Bergamo, que junto a otras unidades italianas se hallaba desplegada en la ciudad adriática de Split, se produjo la llamada masacre de Trily, durante la cual fue asesinada la mayor parte de la oficialidad de la División italiana, además de otros diversos oficiales pertenecientes a unidades auxiliares o presentes circunstancialmente en el lugar, completando un total de 3 generales y 47 oficiales superiores o subalternos. En diciembre de 1943, la División tomó parte en una nueva operación ofensiva contra los partisanos yugoslavos de Tito, operación que tampoco esta vez logró cumplir los objetivos asignados por el Alto Mando alemán.

### Retirada hacia Alemania
En enero de 1944, la Prinz Eugen fue enviada a la zona de Split y Dubrovnik para un nuevo período de entrenamiento, así como para ser reorganizada y recibir nuevo equipamiento. En el mes de marzo, la División reemprendió la lucha contra los partisanos en Bosnia-Herzegovina, y en mayo el desarrollo de las operaciones condujo la unidad hasta Drvar. En Dalmacia culminó su brutalidad, asesinando a cerca de 3.000 civiles en pocos días en la primavera de 1944. Sin embargo, seguidamente la División fue destinada a la lucha en el Frente Oriental, ante el rápido y peligroso avance de las tropas soviéticas del Ejército Rojo y búlgaras, tras el cambio de bando de este último país (véase Bulgaria durante la Segunda Guerra Mundial). En septiembre de 1944, durante la Ofensiva de Belgrado, la División jugó el papel más importante de su corta historia, cuando, junto a otras unidades de las Waffen SS, participó en mantener abierto un pasillo para permitir a unos 350.000 soldados alemanes, que se encontraban en Grecia como fuerzas de ocupación, escapar de la amenaza de cerco por el avance del Ejército Rojo. Se trataba de mantener expedito el paso por el valle del Vardar, en Macedonia. Tras lograrse el éxito en la operación, la Prinz Eugen cubrió la retirada del Ejército alemán, participando en constantes acciones de retaguardia desde Čačak, pasando por Brčko y atravesando el río Drina.
En enero de 1945, la División encajó el ataque de los partisanos de Tito, en la toma de Otok, siendo posteriormente destinada a Vukovar, donde debía frenar el avance combinado de las tropas soviéticas y de los partisanos de Tito. Entre febrero y abril de 1945, la División sostuvo constantes combates contra los soviéticos y los partisanos, sorprendiéndole el final de la guerra en Eslovenia, donde se rindió a las fuerzas yugoslavas el 11 de mayo de 1945.

## Teatros de operaciones
- Serbia y Croacia (control del territorio y operaciones contra los partisanos), de noviembre de 1942 a febrero de 1945.
- Frente Oriental, de marzo a mayo de 1945.

## Condecorados
En total, seis miembros de la unidad fueron condecorados con la Cruz de Hierro.

## Orden de Batalla

### Orden de batalla (1944)
7. SS-Freiwilligen-Gebirgs-Division "Prinz Eugen"
- 13.° Regimiento SS de Voluntarios Cazadores de Montanña “Artur Phleps”
- 14.° Regimiento SS de Voluntarios Cazadores de Montaña
- 7.° Regimiento SS de Voluntarios de Artillería de Montaña
- 7.º SS-Panzer Abteilung
- 7.º SS-Sturmgeschütz Abteilung
- 7.º SS-Panzerjäger Abteilung
- 7.º Agrupación SS de Reconocimiento de montaña
- 7.º Agrupación antiaérea
- 7.° Batallón de Ingenieros
- Escuadrones 1.° y 2.° SS de Caballería

## Mandos
- SS-Obergruppenführer Artur Phleps (30 de enero de 1942 - 15 de mayo de 1943).
- SS-Brigadeführer Karl Reichsritter von Oberkamp (15 de mayo de 1943 - 30 de enero de 1944).
- SS-Brigadeführer Otto Kumm (30 de enero de 1944 - 20 de enero de 1945).
- SS-Brigadeführer August Schmidhuber (20 de enero de 1945 - 8 de mayo de 1945)